# Beauséjour Playing Field
Beauséjour Playing Field – to wielofunkcyjny stadion w Morne Docteur na Grenadzie. Jest obecnie używany głównie dla meczów piłki nożnej, a także do gry w krykieta. Swoje mecze rozgrywa na nim drużyna piłkarska Ball Dogs FC. Stadion mieści 1000 osób.